# Governo Campos Sales
O Governo Campos Sales teve inicio em 15 de novembro de 1898, após a vitória na eleição presidencial do Brasil em 1898, sendo a 3ª eleição presidencial disputada no Brasil, tornando se o 4º Presidente do Brasil; e terminou em 15 de novembro de 1902, passando o cargo para Rodrigues Alves.
O governo de Campos Sales marcou uma era de transição na história política do Brasil. A política dos governadores, a estabilização financeira e as relações internacionais são aspectos-chave desse período. Embora seu governo tenha sido fundamental para estabilizar a economia com o primeiro Funding Loan também consolidou um sistema político oligárquico que geraria desafios significativos no futuro.
Dr. Campos Sales é lembrado como um presidente que, em um momento crítico da história brasileira, buscou equilibrar as necessidades econômicas com as demandas políticas das elites regionais. A jovem República Brasileira, que havia sido proclamada em 1889, ainda estava consolidando sua estrutura e enfrentava desafios significativos.
No seu mandato, com uma forte preocupação com as finanças do país, e com contenção de gastos públicos, o PIB brasileiro cresceu em média 3,1% ao ano.

## Contexto
Em abril, após o resultado eleitoral, foi para Europa com vistas a dar encaminhamento ao grave problema das contas externas do país. Por cerca de dois meses, ao lado de Bernardino de Campos, então ministro da Fazenda de Prudente de Morais, começou as negociações com representantes da Casa Rothschild, principal credor da dívida brasileira, resultando na aprovação de um empréstimo de consolidação (funding loan). Dessa negociação, saiu o acordo final que assegurou um novo empréstimo de £ 10 milhões. Em troca, o governo brasileiro deu como garantia aos credores as rendas das alfândegas do Rio de Janeiro, e se comprometeu a não recorrer a novos empréstimos externos. Previa-se ainda que as autoridades brasileiras deveriam incinerar uma quantidade de papel moeda equivalente ao empréstimo.

### Eleição de 1898
Em 1 de março de 1898, foi eleito Presidente da República, com apoio do então presidente Prudente de Morais, teve 420 286 votos contra 38 929 votos do seu principal oponente, o positivista Lauro Sodré, candidato mais apoiado pelos florianistas e pelos positivistas, já tendo atuado como governador do Pará de 1891 a 1896 Lauro Sodré.
Seu vice-presidente foi Francisco de Assis Rosa e Silva. Campos Sales sucedeu, em 15 de novembro de 1898, o presidente Prudente de Morais.

## Política

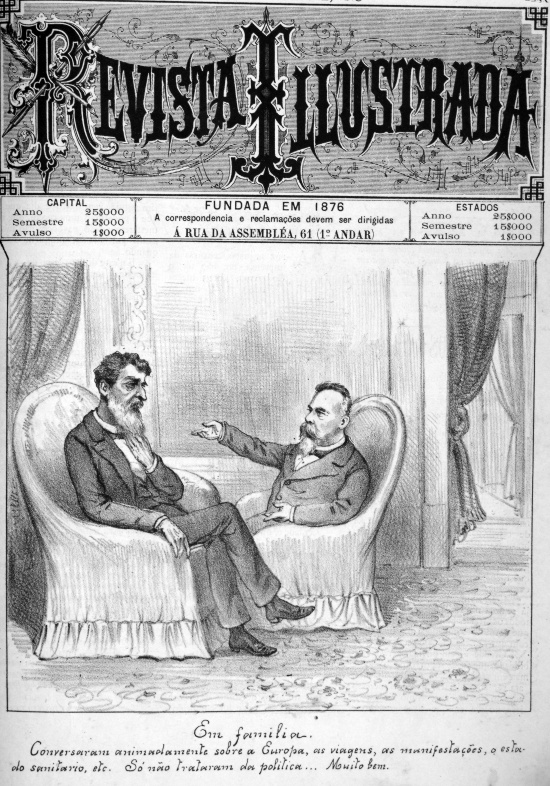
Caricatura de Salles e Prudente de Morais na Revista Illustrada.

Em uma época que a economia brasileira, baseada na exportação de café e borracha, não ia bem. Campos Salles julgava que todos os problemas do Brasil tinham uma única causa: a desvalorização da moeda.
Campos Salles definiu o seu governo como desvinculado dos interesses político-partidários, assim expressando sua visão administrativa, procurou escolher técnicos não ligados à política partidária para seus ministérios, e se inspirou nos conselhos do presidente americano Benjamin Harrison para organizar sua administração. No livro "Da Propaganda à Presidência", Campos Salles cita o livro de Harrison chamado "Governo e Administração dos Estados Unidos".
Na prática entretanto, Campos Salles representava tipicamente os ideais políticos das oligarquias dominantes de cada estado. Em contrapartida, recebia o apoio político das bancadas estaduais no Congresso. Com a criação da Comissão Verificadora de Poderes da Câmara, os próprios parlamentares legitimavam os diplomas dos eleitos e assim só eram empossados os deputados eleitos que fossem indicados pelos governadores.
O resultado desse pacto foi o enfraquecimento das oposições, a fraude eleitoral e a exclusão da maior parte da população de qualquer participação política. O controle político oligárquico também era assegurado pelo voto aberto e pelo reconhecimento dos candidatos eleitos não pelo Poder Judiciário, mas pelo próprio Poder Legislativo. Como o Congresso sofria a influência do presidente e dos governadores, esse mecanismo dava margem à chamada "degola" dos candidatos indesejáveis.
Entendi dever consagrar o meu governo a uma obra puramente de administração, separando-o dos interesses e paixões partidárias, para só cuidar da solução dos complicados problemas que constituem o legado de um longo passado. Compreendi que não seria através da vivacidade incandescente das lutas políticas, aliás sem objetivo, que eu chegaria a salvar os créditos da nação, comprometidos em uma concordata com os credores externos!— Campos Sales

### Política dos governadores
Desenvolveu a sua Política dos Estados mais conhecida como política dos governadores, através da qual afastou os militares da política e estabeleceu a República Oligárquica, segunda fase da República Velha. E assim se manifestou a respeito:
Neste regime, disse eu na minha última mensagem, a verdadeira força política, que no apertado unitarismo do Império residia no poder central, deslocou-se para os Estados. A Política dos Estados, isto é, a política que fortifica os vínculos de harmonia entre os Estados e a União é, pois, na sua essência, a política nacional. É lá, na soma destas unidades autônomas, que se encontra a verdadeira soberania da opinião. O que pensam os Estados pensa a União!— Campos Sales

Campos Sales com ministros de seu governo.

Através da Política dos Estados, obteve o apoio do Congresso através de relações de apoio mútuo e favorecimento político entre o governo central, representado pelos presidentes da república e os estados, representados pelos respectivos governadores, e municípios, representados pelos coronéis. Era preservada a autonomia e independência dos governos municipais e estaduais, desde que os governos municipais apoiassem a política dos governos estaduais e que, por sua vez, os governos estaduais apoiassem a política do governo federal. Com esta forma de governar, Campos Salles conseguiu a estabilidade política do país. Essa estabilidade se dava pela manipulação dos resultados através da Comissão Verificadora de Poderes, formada por deputados federais. Ocorre que o presidente tinha controle sobre ela. Daí em diante, a fraude eleitoral era cometida pela própria comissão que só reconhecia como eleitos os candidatos do governador. Chamava-se a isso de degola das oposições, que daí em diante se via sem condições de ganhar uma eleição. Esta política fora iniciada e testada, anteriormente, quando Campos Salles, como governador de São Paulo, garantiu o poder local dos coronéis desde que eles se filiassem ao PRP e apoiassem os governadores de São Paulo.

### Política do café com leite
Campos Salles conseguiu também estabelecer um equilíbrio entre o poder dos estados, como o rodízio de mineiros e paulistas na presidência e na vice-presidência da república, chamada política do café-com-leite, que foi explicado assim por Campos Salles, assim se expressando em relação à necessidade de ele próprio conduzir sua sucessão presidencial que se daria em 1 de março de 1902, para a qual Campos Salles indicou o paulista Rodrigues Alves como candidato à presidência, e explica ainda a necessidade de um vice-presidente mineiro:
Se nos achássemos em condições normais de vida política, com partidos políticos bem assinalados entre si, obedecendo cada um à autoridade de seus chefes legítimos…conservar-me-ia em posição neutra para oferecer aos contendores todas as garantias eleitorais, mas bem diversa é a situação da república… e é preciso evitar, com decidido empenho, as agitações sem base no interesse nacional que não serviriam senão para levar à arena política as ambições perturbadoras que têm sido e serão sempre os eternos embaraços a proficuidade da ação administrativa....(e explica a necessidade de um vice-presidente mineiro para Rodrigues Alves)..Tenho motivos para acreditar que Minas só aceitará a combinação que também entrar um mineiro e para evitar embaraços julgo conveniente indicar Silviano Brandão para vice presidente!

## Economia
Na economia, a presidência Campos Salles decidiu que a resolução do problema da dívida externa era o primeiro passo a ser tomado. Em Londres, o presidente e os ingleses estabeleceram um acordo, conhecido como Funding loan, com esse acordo, suspendeu-se por três anos o pagamento dos juros da dívida; suspendeu-se por treze anos o pagamento da dívida externa existente; o valor dos juros e das prestações não pagas se somariam à dívida já existente; a dívida externa brasileira começaria a ser paga em 1911, pelo prazo de 63 anos e com juros de 5% ao ano; as rendas da alfândega do Rio de Janeiro e Santos ficariam hipotecadas aos banqueiros ingleses, como garantia.
Então, livre do pagamento das prestações, Campos Salles pôde levar adiante a sua política de "saneamento" econômico. Combateu a inflação, não emitindo mais dinheiro e retirando de circulação uma parte do papel-moeda emitido pelos governos anteriores. Depois combateu os déficits orçamentários, reduzindo a despesa e aumentando a receita. Joaquim Murtinho, ministro da Fazenda, cortou o orçamento do Governo Federal, elevou todos os impostos existentes e criou outros. Assim, conseguiu um superávit de 38 mil contos logo no primeiro ano de governo, enquanto a lavoura paulista amargava um prejuízo de 440 mil contos.
Concordem ou não, protestem ou não, os impostos serão decretados. Não posso obrigar ninguém a ser patriota, mas posso obrigar todos a obedecer às leis.— Campos Sales
Campos Salles recebeu o apelido de "Campos Selos", por ter criado o chamado "imposto do selo" e aumentado os impostos. Finalmente, dedicou-se à valorização da moeda, elevando o câmbio de uma taxa de 48 mil-réis por libra para 14 mil-réis por libra. Sua política foi acusada de extremamente recessiva — em termos mais modernos — e chamada de "estagnação forçada", em linguagem da época. Desde a independência fora a primeira vez em que a moeda valorizou-se, entretanto os resultados revelaram-se trágicos. Reduziu-se o preço dos produtos estrangeiros no Brasil e a indústria nacional, já tão fraca, passou a enfrentar maior concorrência por parte dos artigos importados. Resultado: mais fábricas fecharam suas portas enquanto outras reduziram sua produção.
Embora a política de Campos Salles e seu ministro Joaquim Murtinho tenha estabilizado as finanças, prejudicou profundamente a indústria e as condições de vida da população. Por isso quando o presidente terminou seu mandato e dirigiu-se do palácio para o trem que o levaria a São Paulo, foi vaiado pela multidão no embarque e durante os primeiros dez quilômetros do percurso.

## Relações exteriores

### Argentina

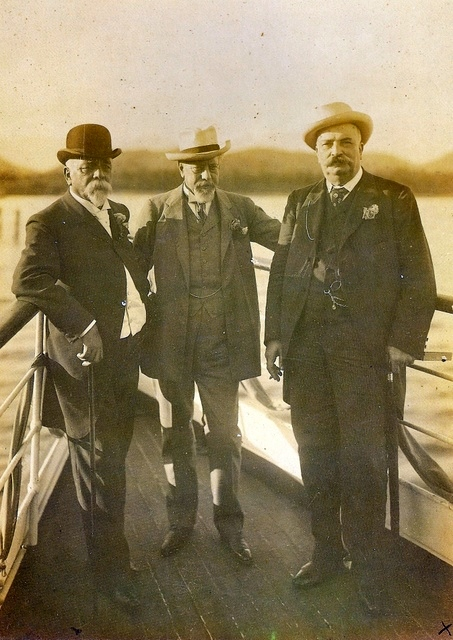
Campos Sales, Julio Roca e o Barão do Rio Branco em viagem à Petrópolis, 1907.

Em 1899, o presidente da Argentina Júlio Roca, visitou o Rio de Janeiro, e, em 1900, Campos Salles retribuiu a sua visita, sendo recebido por um grande público, cerca de um quarto da população portenha, em Buenos Aires com cerca de 300.000 pessoas do total de 1,2 milhão de habitantes da capital argentina.
Sendo Campos Sales o primeiro presidente brasileiro a viajar ao exterior.

### Questão do Amapá
A Questão do Amapá foi uma disputa territorial entre a França e o Brasil, sobre a questão da delimitação da fronteira entre a Guiana Francesa e o atual estado brasileiro do Amapá, onde o vasto território foi reivindicado pelos dois Estados que remonta ao Tratado de Utrecht de 1713, delimitando as áreas pertencentes a França e Portugal. Portugal, e mais tarde o Brasil, argumentava que a área inteira da bacia norte do rio Oiapoque pertencia a si, enquanto os franceses reivindicavam o interior do território.
Após décadas de disputa,o Barão de Rio Branco foi encarregado de um tratado de arbitramento, buscando pôr fim às discordâncias quanto à delimitação territorial. O Barão notara que o Reino Unido também tinha interesse na área, e não desejava ver a França dominando toda a região das Guianas através do território reivindicado pelos colonos franceses, ameaçando sua própria colônia da Guiana Britânica ao cercá-la pelo sul.
O protocolo de 1° de abril de 1897, assinado entre os dois governos, determina de maneira mais ou menos precisa os limites desse território disputado. O Governo francês tentou introduzir a possibilidade do árbitro recorrer a uma transação, mas o Brasil insistiu que o mesmo se restringisse à eliminar as ambiguidades sobre o território, em particular o rio Oiapoque. Os fatos foram definitivamente resolvidos com a sentença suíça em favor do Brasil e cujas conclusões foram anunciadas em 1 de dezembro de 1900, pelo presidente suíço, Walter Hauser.

## Fim da presidência
Campos Salles governou até 15 de novembro de 1902, e conseguiu fazer seu sucessor, elegendo, em 1 de março de 1902, o Conselheiro Rodrigues Alves, paulista, como presidente da república, e como vice-presidente, o mineiro Silviano Brandão, que faleceu, sendo substituído por outro mineiro, o Conselheiro Afonso Pena.
Foi um presidente impopular, cujo governo não teve a simpatia da opinião pública. Ao deixar a presidência, foi vaiado enquanto se dirigia do palácio até a estação ferroviária. Mas Salles conseguiu transmitir ao sucessor uma "casa em ordem".